# Grand Prix automobile du Portugal 1958
GP précédent GP suivant
Le Grand Prix du Portugal 1958 (VII Grande Prémio de Portugal), disputé dans la ville de Porto sur le circuit de Boavista le 24 août 1958, est la soixante-treizième épreuve du championnat du monde de Formule 1 courue depuis 1950 et la neuvième manche du championnat 1958.

## Contexte avant le Grand Prix

### Le championnat du monde
La physionomie des Grands Prix a quelque peu changé en 1958, la Commission Sportive Internationale (C.S.I.) ayant banni l'utilisation du carburant libre au profit du carburant de type 'Avgas', employé en aviation, et réduit la longueur des épreuves à trois cents kilomètres au lieu de cinq cents. L'usage du nouveau carburant a entraîné une perte de puissance de l'ordre d'une vingtaine de chevaux par rapport à la saison précédente, perte compensée par la réduction de poids des nouvelles monoplaces, dont la capacité des réservoirs a été considérablement réduite.
Largement favori dans la course au titre mondial après la retraite sportive de Juan Manuel Fangio, Stirling Moss, malgré deux victoires en début de saison, a vu sa suprématie contestée par son compatriote Mike Hawthorn, qui le devance de six points au championnat. Pilote numéro un de la Scuderia Ferrari, Hawthorn était néanmoins sur le point de renoncer à la compétition, très affecté par les accidents mortels ayant tout récemment touché ses coéquipiers Luigi Musso, à Reims, et surtout son ami Peter Collins (pilote automobile) au Nürburgring. Seule la possibilité de conquérir le titre mondial en l'honneur de son 'ami Mate' l'a incité à terminer la saison.

### Le circuit

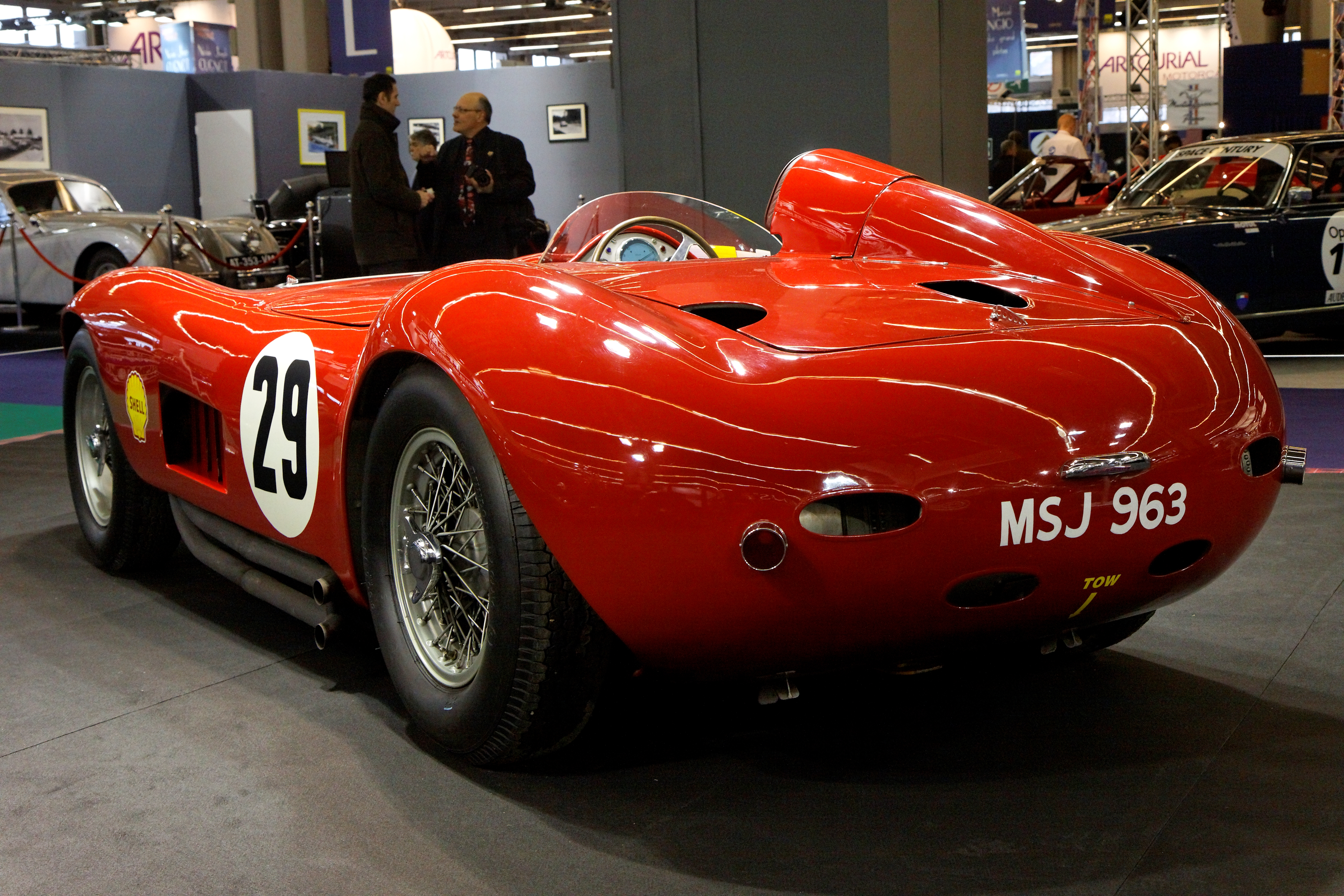
Une Maserati 300S semblable à celle ayant remporté le Grand Prix en 1955 aux mains de Jean Behra.

Tracé dans les rues de Porto, le circuit de Boavista fut utilisé dès 1951 pour des courses de voitures de sport. C'est la première fois qu'il accueille une épreuve de vitesse. Long de 7,4 kilomètres, il se caractérise par ses nombreux virages serrés et son revêtement très inégal, alternant rues pavées et avenues comportant des rails de tramway, rendant les dépassements difficiles. Le record de la piste est détenu par Jean Behra, vainqueur du Grand Prix en 1955, qui avait alors réalisé un tour à 152,3 km/h de moyenne au volant de sa Maserati 300S.

## Monoplaces en lice
- Ferrari Dino 246 "Usine"

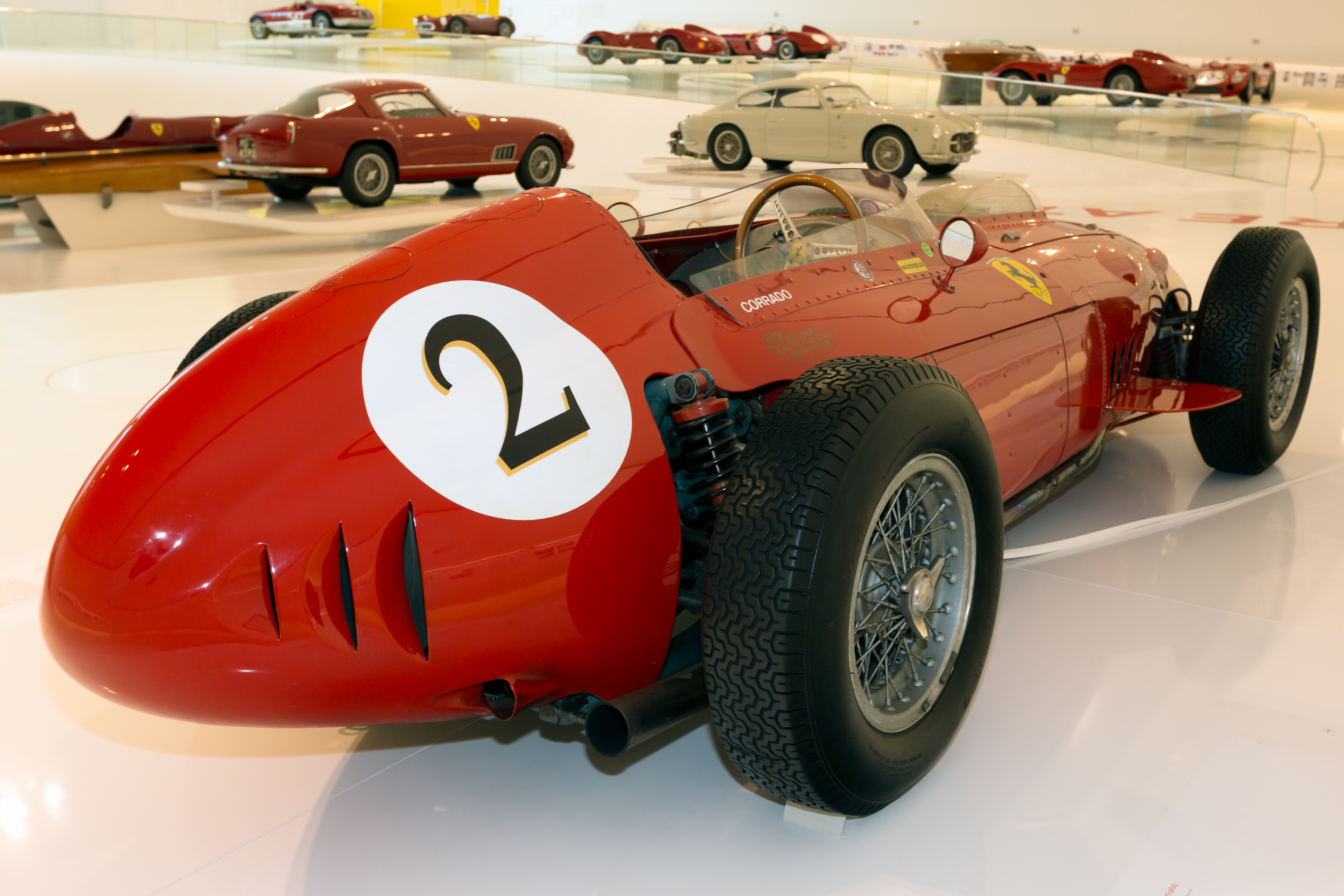
La Ferrari Dino 246, la plus puissante des monoplaces en lice.

Diminuée par la perte de Luigi Musso et de Peter Collins, la Scuderia Ferrari n'engage que deux voitures pour Mike Hawthorn et Wolfgang von Trips, qui disposent de leurs habituelles Dino 246 (650 kg, moteur V6 (2400 cm3, 290 chevaux à 8 500 tr/min. La voiture d'Hawthorn bénéficie pour cette course de la nouvelle suspension arrière à ressorts hélicoïdaux. Une troisième monoplace avait été initialement engagée pour l'Américain Phil Hill, spécialiste des courses d'endurance et notamment vainqueur des 24 Heures du Mans cette saison et tout récemment intégré à l'équipe F1, mais la Scuderia a préféré l'utiliser pour la préparation du prochain Grand Prix d'Italie.
- Vanwall VW "Usine"

Tony Vandervell a engagé son équipe complète pour cette course. Simple spectateur au Nürburgring, Stuart Lewis-Evans retrouve ses coéquipiers Stirling Moss et Tony Brooks au volant des très modernes Vanwall VW. Grâce à une aérodynamique très poussée, ces monoplaces se montrent presque aussi rapides en pointe que les Ferrari, malgré une puissance moindre, de l'ordre de 270 chevaux. Elles bénéficient en outre d'une excellente tenue de route et d'un très moderne système de freins à disques, un redoutable atout face aux tambours de leurs concurrentes qui perdent rapidement leur efficacité en course.
- BRM P25 "Usine"

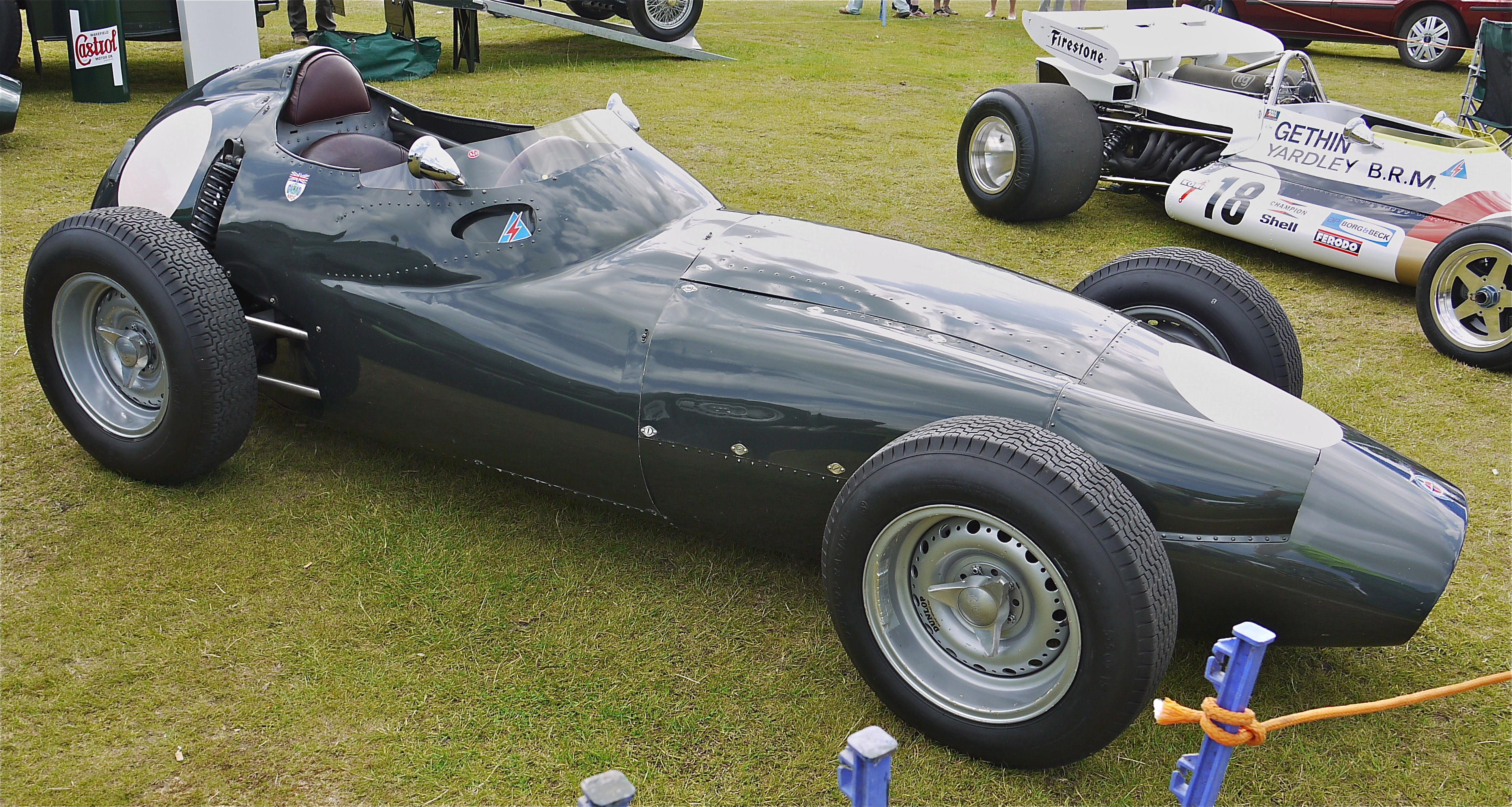
La BRM P25, à moteur quatre cylindres.

Ron Flockhart étant toujours convalescent après son accident du Grand Prix de Rouen, seules deux P25 ont été engagées pour Jean Behra et Harry Schell. Avec seulement 550 kg à vide, ces monoplaces de 250 chevaux se montrent généralement performantes sur les circuits sinueux, mais leur fiabilité et leur constance en course reste encore à améliorer.
- Cooper T45 "Usine"

John Cooper a engagé deux T45 pour ses pilotes habituels Jack Brabham et Roy Salvadori. Les T45 sont les seules du plateau à adopter la solution du moteur central arrière. Malgré leur petit moteur de Coventry Climax FPF de 2200 cm3 développant 194 chevaux à 6250 tr/min, ces agiles monoplaces de moins de 500 kg sont capables de tenir tête aux F1 conventionnelles sur les tracés tortueux, comme l'ont prouvé les victoires de Stirling Moss en Argentine (sur un modèle T43 de l'année précédente) et de Maurice Trintignant à Monaco. Ce dernier épaule l'équipe officielle sur une T43 engagée par Rob Walker.
- Lotus 16 "Usine"

Colin Chapman a engagé deux Type 16 pour Graham Hill et Cliff Allison. Surnommées les 'mini-Vanwall' à cause de leur ligne très proche de celle des voitures de Tony Vandervell, ce sont les plus petites monoplaces du plateau. Elles ne pèsent que 450 kg à vide et disposent du même moteur Climax FPF que les Cooper, mais monté à l'avant.
- Maserati 250F

Après son retrait officiel de la scène des Grands Prix, la marque reste présente à l'initiative de quelques écuries et pilotes privés, mais la célèbre 250F à moteur six cylindres en ligne de 270 chevaux est maintenant dépassée face à ses concurrentes adaptées à la nouvelle réglementation. Joakim Bonnier et Maria Teresa De Filippis pilotent leurs monoplaces personnelles, tandis que la Scuderia Centro Sud a engagé une voiture identique pour le pilote américain Troy Ruttman, qui n'a cependant pas confirmé sa venue. De son côté, Carroll Shelby dispose de la dernière évolution de la 250F, utilisée à Reims par Juan Manuel Fangio et rachetée par Temple Buell.

## Coureurs inscrits
| no | Pilote                   | Écurie                         | Constructeur   | Modèle                 | N° châssis          | Moteur                         | Pneumatiques |
| -- | ------------------------ | ------------------------------ | -------------- | ---------------------- | ------------------- | ------------------------------ | ------------ |
| 2  | Stirling Moss            | Vandervell Products            | Vanwall        | Vanwall VW             | VW10                | Vanwall L4                     | D            |
| 4  | Tony Brooks              | Vandervell Products            | Vanwall        | Vanwall VW             | VW5                 | Vanwall L4                     | D            |
| 6  | Stuart Lewis-Evans       | Vandervell Products            | Vanwall        | Vanwall VW             | VW6                 | Vanwall L4                     | D            |
| 8  | Jean Behra               | Owen Racing Organisation       | BRM            | BRM P25                | 256                 | BRM L4                         | D            |
| 10 | Harry Schell             | Owen Racing Organisation       | BRM            | BRM P25                | 257                 | BRM L4                         | D            |
| 12 | Maurice Trintignant      | Rob Walker Racing Team         | Cooper         | Cooper T43             | F2-7-57             | Coventry Climax L4             | D            |
| 14 | Jack Brabham             | Cooper Car Company             | Cooper         | Cooper T45             |                     | Coventry Climax L4             | D            |
| 16 | Roy Salvadori            | Cooper Car Company             | Cooper         | Cooper T45             |                     | Coventry Climax L4             | D            |
| 18 | Cliff Allison            | Team Lotus Scuderia Centro Sud | Lotus Maserati | Lotus 16 Maserati 250F | 362 2522            | Coventry Climax L4 Maserati L6 | D P          |
| 20 | Graham Hill              | Team Lotus                     | Lotus          | Lotus 16               | 363                 | Coventry Climax L4             | D            |
| 22 | Wolfgang von Trips       | Scuderia Ferrari               | Ferrari        | Ferrari Dino 246       | 246/007             | Ferrari V6                     | E            |
| 24 | Mike Hawthorn            | Scuderia Ferrari               | Ferrari        | Ferrari Dino 246       | 246/003             | Ferrari V6                     | E            |
| 26 | Phil Hill                | Scuderia Ferrari               | Ferrari        | Ferrari Dino 246       | 246/004             | Ferrari V6                     | E            |
| 28 | Carroll Shelby           | Temple Buell                   | Maserati       | Maserati 250F          | 2533                | Maserati L6                    | P            |
| 30 | Maria Teresa De Filippis | Privé Scuderia Centro Sud      | Maserati       | Maserati 250F          | 2501/2523 2526/2531 | Maserati L6                    | P            |
| 32 | Joakim Bonnier           | Privé                          | Maserati       | Maserati 250F          | 2529                | Maserati L6                    | P            |
| 34 | Troy Ruttman             | Scuderia Centro Sud            | Maserati       | Maserati 250F          | 2526/2531           | Maserati L6                    | P            |

- Ayant détruit sa Maserati 250F personnelle aux essais, Maria Teresa De Filippis a ensuite utilisé celle que la Scuderia Centro Sud avait engagée pour Troy Ruttman, forfait[11].
- Après avoir accidenté sa Lotus aux essais, Cliff Allison a pu disposer de la Maserati 250F de réserve de la Scuderia Centro Sud[13].
- Mike Hawthorn était initialement inscrit sous le numéro 22 ; Luigi Musso et Peter Collins s'étant tués en course sur des voitures dont le numéro se terminait par 2, il a demandé à changer. Non superstitieux, son coéquipier Wolfgang von Trips (inscrit sous le numéro 24), a proposé de courir avec le numéro 22, Hawthorn prenant le 24[2].

## Qualifications

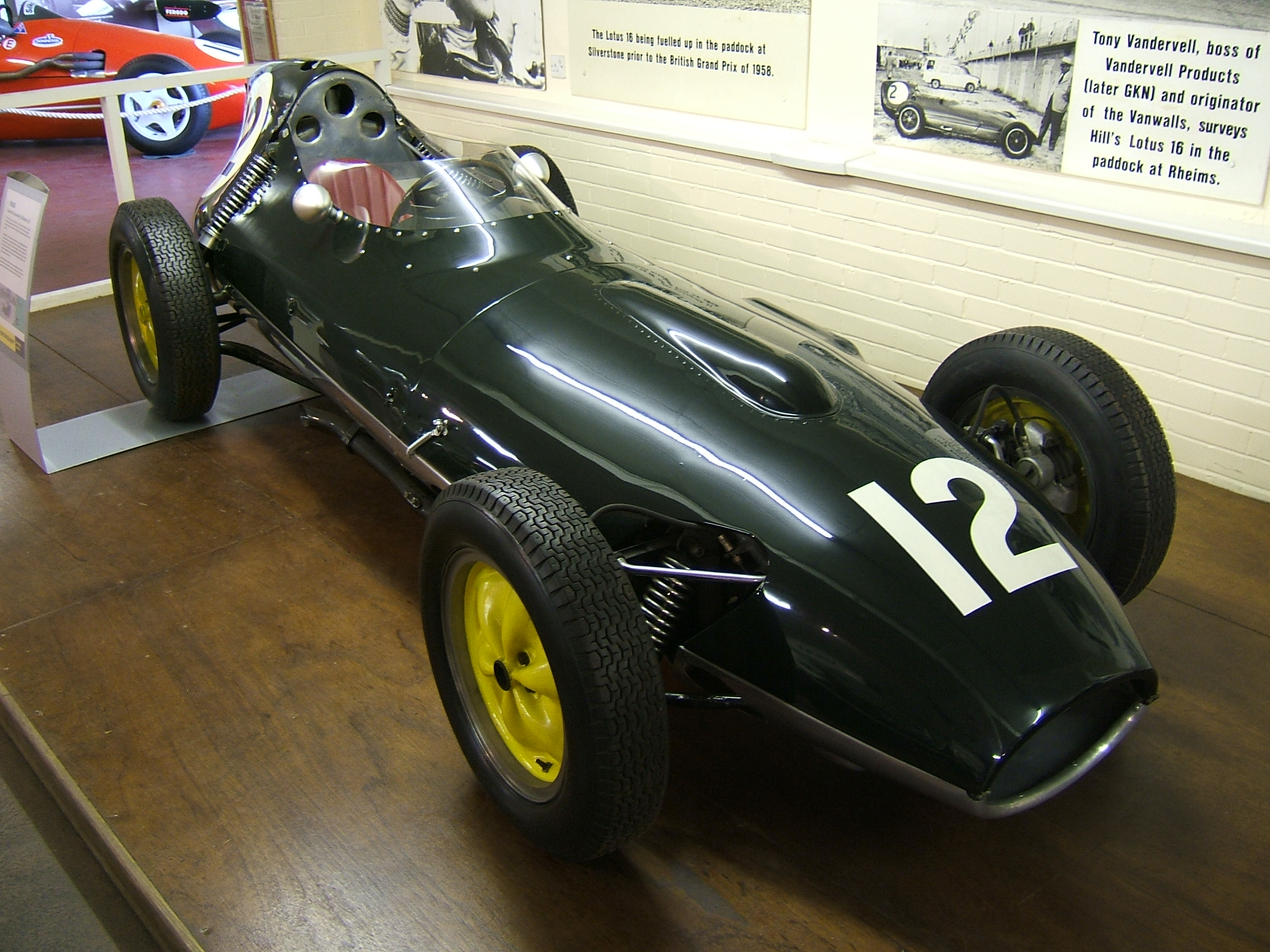
Une Lotus 16 semblable à celle détruite par Cliff Allison lors de la première journée d'essais.

Les essais qualificatifs sont organisés les vendredi et samedi après-midi précédant la course. Lors de la première journée, sous un beau soleil, Jean Behra met à profit sa connaissance du circuit et se montre régulièrement le plus rapide, couvrant son meilleur tour à 170,7 km/h de moyenne. Parmi les pilotes découvrant la piste, bon nombre se font piéger par les nombreuses difficultés, dont Cliff Allison (Lotus) et Maria Teresa De Filippis (Maserati), qui endommagent sérieusement leurs monoplaces. Tous deux sont indemnes, mais leurs voitures ne pourront être réparées à temps pour la course. En fin de journée, Stirling Moss, qui a progressivement amélioré ses performances au volant de sa Vanwall, parvient à battre Behra de près de neuf dixièmes de secondes, à 171,8 km/h de moyenne, établissant le meilleur temps de cette première séance.
Les conditions de pistes sont une nouvelle fois très favorables le samedi. Behra parvient à améliorer son temps de la veille, mais Moss se montre une nouvelle fois intraitable et s'adjuge la pole position à près de 173 km/h de moyenne. Sur sa Ferrari, Mike Hawthorn réalise également une excellente performance, échouant à seulement cinq centièmes secondes de son rival. Behra a amélioré son temps de la veille, mais a été relégué sur la seconde ligne par Stuart Lewis-Evans, troisième à quatre dixièmes de secondes de son coéquipier Stirling Moss. Grâce à la Scuderia Centro Sud dont les pilotes habituels sont absents, Allison et mademoiselle de Filippis ont pu chacun se qualifier au volant d'une Maserati 250F.
| Pos. | Pilote                   | Écurie        | Temps         | Écart     |
| ---- | ------------------------ | ------------- | ------------- | --------- |
| 1    | Stirling Moss            | Vanwall       | 2 min 34 s 21 |           |
| 2    | Mike Hawthorn            | Ferrari       | 2 min 34 s 26 | + 0 s 05  |
| 3    | Stuart Lewis-Evans       | Vanwall       | 2 min 34 s 60 | + 0 s 39  |
| 4    | Jean Behra               | BRM           | 2 min 34 s 99 | + 0 s 78  |
| 5    | Tony Brooks              | Vanwall       | 2 min 35 s 96 | + 1 s 75  |
| 6    | Wolfgang von Trips       | Ferrari       | 2 min 37 s 04 | + 2 s 83  |
| 7    | Harry Schell             | BRM           | 2 min 37 s 05 | + 2 s 84  |
| 8    | Jack Brabham             | Cooper-Climax | 2 min 37 s 46 | + 3 s 25  |
| 9    | Maurice Trintignant      | Cooper-Climax | 2 min 37 s 97 | + 3 s 76  |
| 10   | Carroll Shelby           | Maserati      | 2 min 40 s 44 | + 6 s 23  |
| 11   | Roy Salvadori            | Cooper-Climax | 2 min 43 s 03 | + 8 s 82  |
| 12   | Graham Hill              | Lotus-Climax  | 2 min 46 s 22 | + 12 s 01 |
| 13   | Cliff Allison            | Maserati      | 2 min 46 s 27 | + 12 s 06 |
| 14   | Joakim Bonnier           | Maserati      | 2 min 46 s 60 | + 12 s 39 |
| 15   | Maria Teresa De Filippis | Maserati      | 3 min 02 s 28 | + 28 s 07 |

- Maria Teresa De Filippis avait réalisé un tour en 3 min 01 s 95 le vendredi avant de détruire sa voiture, temps non retenu. C'est le temps réalisé le samedi au volant de sa voiture de remplacement qui a été officiellement pris en compte.

## Grille de départ du Grand Prix
| 1re ligne | Pos. 1                         |                                  | Pos. 2                         |                                 | Pos. 3                            |
|           | Moss Vanwall 2 min 34 s 21     |                                  | Hawthorn Ferrari 2 min 34 s 26 |                                 | Lewis-Evans Vanwall 2 min 34 s 60 |
| 2e ligne  |                                | Pos. 4                           |                                | Pos. 5                          |                                   |
|           |                                | Behra BRM 2 min 34 s 99          |                                | Brooks Vanwall 2 min 35 s 96    |                                   |
| 3e ligne  | Pos. 6                         |                                  | Pos. 7                         |                                 | Pos. 8                            |
|           | Trips Ferrari 2 min 37 s 04    |                                  | Schell BRM 2 min 37 s 05       |                                 | Brabham Cooper 2 min 37 s 46      |
| 4e ligne  |                                | Pos. 9                           |                                | Pos. 10                         |                                   |
|           |                                | Trintignant Cooper 2 min 37 s 97 |                                | Shelby Maserati 2 min 40 s 44   |                                   |
| 5e ligne  | Pos. 11                        |                                  | Pos. 12                        |                                 | Pos. 13                           |
|           | Salvadori Cooper 2 min 43 s 03 |                                  | G. Hill Lotus 2 min 46 s 22    |                                 | Allison Maserati 2 min 46 s 27    |
| 6e ligne  |                                | Pos. 14                          |                                | Pos. 15                         |                                   |
|           |                                | Bonnier Maserati 2 min 46 s 60   |                                | Filippis Maserati 3 min 02 s 28 |                                   |

## Déroulement de la course
Le dimanche de la course se déroule en bonne partie sous la pluie. Celle-ci a cessé peu avant le départ, prévu à seize heures, mais la piste reste glissante. Stirling Moss effectue un envol parfait et place sa Vanwall en tête dans le premier virage, devant la Ferrari de Mike Hawthorn et la BRM de Jean Behra. Moss repasse le premier devant les stands, talonné par Hawthorn. Wolfgang von Trips, très à l'aise sur la piste humide, a pris la troisième place, sa Ferrari devançant la BRM d'Harry Schell et la Vanwall de Stuart Lewis-Evans, alors que Behra, sixième juste devant la petite Cooper de Jack Brabham, a perdu un peu de terrain. Dans le virage à gauche rejoignant la grande avenue, Moss fait une embardée, ce dont profite Hawthorn pour le dépasser dans la ligne droite. Le pilote Ferrari va se maintenir au commandement jusqu'au début du huitième tour, mais des problèmes de freins le contraignent à laisser repasser son rival. Il parvient néanmoins à rester quelque temps dans son sillage, et à la fin du dixième tour les deux hommes sont toujours roues dans roues, avec un avantage de six secondes sur Behra, bien remonté, qui vient de dépasser Trips. A mesure que la piste sèche, Moss accentue son rythme, améliorant le record de la piste, et se détache rapidement d'Hawthorn, qui doit anticiper ses freinages, au rythme de deux à trois secondes par tour. A la mi-course, l'écart entre les deux hommes s'élève à cinquante-cinq secondes. Hawthorn conserve toutefois une nette avance sur Behra, lui-même loin devant Lewis-Evans qui compte déjà près d'un tour de retard sur la voiture de tête. Trips, auteur d'un excellent début de course, a perdu de nombreuses places, ayant dû s'arrêter au stand pour faire refixer son capot.
La course commence à sombrer dans la monotonie, les positions semblant acquises. Toutefois, au trente-troisième tour, Moss rejoint son coéquipier Lewis-Evans ; ce dernier cède le passage à son chef de file et s'accroche à son sillage, ce qui lui permet de se réduire progressivement son retard sur Behra. Quelques instants plus tard, Hawthorn doit s'arrêter à son stand pour faire régler ses freins avant, devenus totalement inopérants. L'opération dure trente-cinq secondes, et lorsque la Ferrari repart, elle a chuté en troisième position, vingt secondes derrière Behra. Très déterminé, Hawthorn va alors aligner une série de tours extrêmement rapides, battant à plusieurs reprises le record de la piste qu'il va porter à 175 km/h. Au bout de six tours, il a rejoint le pilote français et lui reprend bientôt la seconde place. Au stand Vanwall, on signale à Moss que son rival pour le titre mondial s'est octroyé le point du record du tour, mais celui-ci interprète mal le panneau et, pensant s'être montré le plus rapide de la journée, garde son rythme régulier. On s'achemine vers une arrivée sans surprise mais à quelques tours de l'arrivée, le moteur de la BRM de Behra perd de sa puissance, à cause d'une bougie cassée. Il est bientôt rejoint par les deux Vanwall de Moss et Lewis-Evans, qui roulent toujours de concert, et se fait inexorablement dépasser par les deux voitures vertes, perdant ainsi sa troisième place. Dans les derniers kilomètres de la course, Moss rejoint Hawthorn, qui, de nouveau en difficulté avec ses freins, a nettement baissé l'allure, mais se refuse à prendre un tour à son adversaire malheureux. Moss passe la ligne d'arrivée dans le sillage de la Ferrari, obtenant son troisième succès de la saison, préservant ses chances de décrocher le titre mondial. Alors qu'il accomplit son dernier tour et ne peut plus être inquiété pour la seconde place, Hawthorn effectue un tête-à-queue à quelques encablures de l'arrivée et cale son moteur. Les commissaires de piste s'apprêtent à pousser la Ferrari mais en sont empêchés par Moss, alors dans son tour d'honneur, qui sauve ainsi Hawthorn de la disqualification. Ce dernier parvient à redémarrer sa machine en profitant de la déclivité, roulant sur le trottoir avant de reprendre la piste dans la bonne direction et de franchir la ligne à temps pour être classé. Toutefois, ce n'est que grâce à l'intervention de Moss qu'il sauve sa deuxième place, les commissaires de course voulant tout d'abord le disqualifier pour avoir emprunté la piste à contre-sens. Moss arguera du fait qu'Hawthorn avait alors emprunté le trottoir et non la piste, manœuvre non dangereuse. Après plusieurs heures de délibération, les officiels entérineront le classement, permettant à Hawthorn de conserver quatre points d'avance au classement du championnat.

### Classements intermédiaires
Classements intermédiaires des monoplaces aux premier, deuxième, cinquième, dixième, quinzième, vingt-cinquième, trente-cinquième,quarantième et quarante-cinquième tours.

### Classement de la course
| Pos  | No | Pilote                   | Voiture       | Tours | Temps/Abandon                        | Grille | Points |
| ---- | -- | ------------------------ | ------------- | ----- | ------------------------------------ | ------ | ------ |
| 1    | 2  | Stirling Moss            | Vanwall       | 50    | 2 h 11 min 27 s 80                   | 1      | 8      |
| 2    | 24 | Mike Hawthorn            | Ferrari       | 50    | 2 h 16 min 40 s 55 (+ 5 min 12 s 75) | 2      | 7      |
| 3    | 6  | Stuart Lewis-Evans       | Vanwall       | 49    | 2 h 11 min 29 s 33 (+ 1 tour)        | 3      | 4      |
| 4    | 8  | Jean Behra               | BRM           | 49    | 2 h 11 min 44 s 50 (+ 1 tour)        | 4      | 3      |
| 5    | 22 | Wolfgang von Trips       | Ferrari       | 49    | 2 h 13 min 08 s 14 (+ 1 tour)        | 6      | 2      |
| 6    | 10 | Harry Schell             | BRM           | 49    | 2 h 13 min 41 s 83 (+ 1 tour)        | 7      |        |
| 7    | 14 | Jack Brabham             | Cooper-Climax | 48    | 2 h 11 min 32 s 51 (+ 2 tours)       | 8      |        |
| 8    | 12 | Maurice Trintignant      | Cooper-Climax | 48    | 2 h 12 min 40 s 65 (+ 2 tours)       | 9      |        |
| 9    | 16 | Roy Salvadori            | Cooper-Climax | 46    | 2 h 14 min 01 s 80 (+ 4 tours)       | 11     |        |
| Abd. | 28 | Carroll Shelby           | Maserati      | 47    | Freins                               | 10     |        |
| Abd. | 4  | Tony Brooks              | Vanwall       | 37    | Sortie de piste                      | 5      |        |
| Abd. | 20 | Graham Hill              | Lotus-Climax  | 25    | Sortie de piste                      | 12     |        |
| Abd. | 18 | Cliff Allison            | Maserati      | 15    | Moteur                               | 13     |        |
| Abd. | 32 | Jo Bonnier               | Maserati      | 9     | Problème physique                    | 14     |        |
| Abd. | 30 | Maria Teresa De Filippis | Maserati      | 6     | Moteur                               | 15     |        |

### Pole position et record du tour
- Pole position :  Stirling Moss en 2 min 34 s 21 (vitesse moyenne : 172,915 km/h). Temps réalisé lors de la séance d'essais du samedi 23 août[8].
- Meilleur tour en course :  Mike Hawthorn en 2 min 32 s 37 au trente-sixième tour (vitesse moyenne : 175,003 km/h).

### Tours en tête
- Stirling Moss : 44 tours (1 / 8-50)
- Mike Hawthorn : 6 tours (2-7)

## Classement général à l'issue de la course

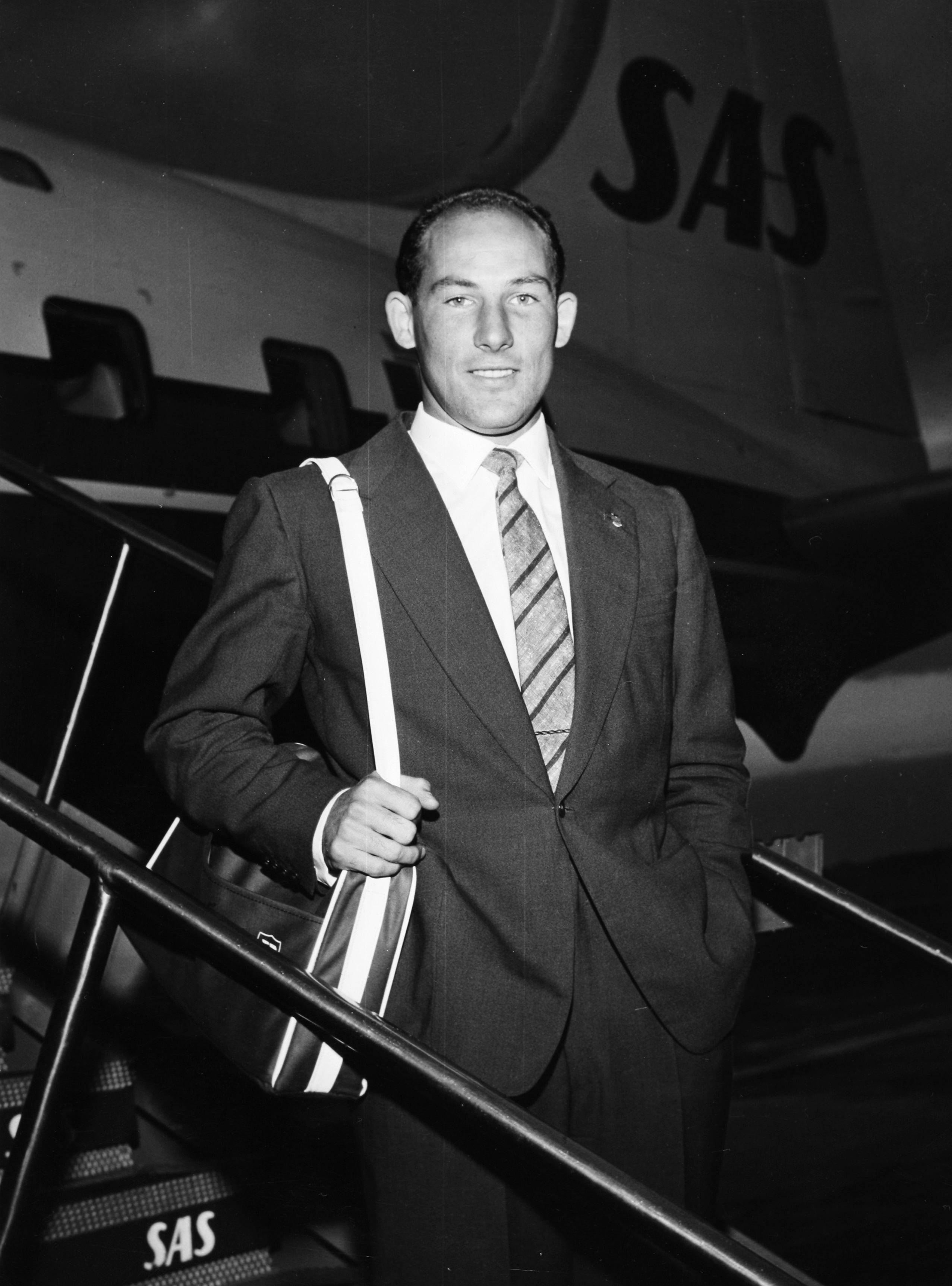
Stirling Moss (vu ici en 1958), champion sur la piste et champion du fair-play : son témoignage en faveur de Mike Hawthorn permet à son rival de conserver la tête du championnat.

- Attribution des points : 8, 6, 4, 3, 2 respectivement aux cinq premiers de chaque épreuve et 1 point supplémentaire pour le pilote ayant accompli le meilleur tour en course (signalé par un astérisque).
- Pour la coupe des constructeurs, même barème mais seule la voiture la mieux classée de chaque équipe inscrit des points. Le point du meilleur tour en course n'est pas comptabilisé. Les 500 miles d'Indianapolis ne sont pas pris en compte pour cette coupe, la course n'étant pas ouverte aux monoplaces de formule 1[12].
- Seuls les six meilleurs résultats sont comptabilisés. Pour le championnat, Hawthorn doit donc décompter le point acquis à Monaco, totalisant trente-six points effectifs pour trente-sept points marqués. Pour la coupe des constructeurs, Ferrari doit décompter les deux points acquis aux Pays-Bas et les trois points acquis en Allemagne, totalisant quarante points effectifs pour quarante-cinq points marqués.
- Le règlement permet aux pilotes de se relayer sur une même voiture, les points éventuellement acquis étant alors perdus pour pilotes et constructeur[8].

| Pos. | Pilote              | Écurie           | Points  | ARG | MON  | NL | 500 | BEL | FRA | GBR | ALL | POR | ITA | MAR |
| ---- | ------------------- | ---------------- | ------- | --- | ---- | -- | --- | --- | --- | --- | --- | --- | --- | --- |
| 1    | Mike Hawthorn       | Ferrari          | 36 (37) | 4   | (1*) | 2  | -   | 7*  | 9*  | 7*  | -   | 7*  |     |     |
| 2    | Stirling Moss       | Cooper & Vanwall | 32      | 8   | -    | 9* | -   | -   | 6   | -   | 1*  | 8   |     |     |
| 3    | Tony Brooks         | Cooper           | 16      | -   | -    | -  | -   | 8   | -   | -   | 8   | -   |     |     |
| 4    | Peter Collins       | Ferrari          | 14      | -   | 4    | -  | -   | -   | 2   | 8   | -   | -   |     |     |
| 5    | Roy Salvadori       | Cooper           | 13      | -   | -    | 3  | -   | -   | -   | 4   | 6   | -   |     |     |
| 6    | Maurice Trintignant | Cooper           | 12      | -   | 8    | -  | -   | -   | -   | -   | 4   | -   |     |     |
|      | Luigi Musso         | Ferrari          | 12      | 6   | 6    | -  | -   | -   | -   | -   | -   | -   |     |     |
|      | Harry Schell        | BRM              | 12      | -   | 2    | 6  | -   | 2   | -   | 2   | -   | -   |     |     |
| 9    | Stuart Lewis-Evans  | Vanwall          | 11      | -   | -    | -  | -   | 4   | -   | 3   | -   | 4   |     |     |
| 10   | Wolfgang von Trips  | Ferrari          | 9       | -   | -    | -  | -   | -   | 4   | -   | 3   | 2   |     |     |
|      | Jean Behra          | Maserati & BRM   | 9       | 2   | -    | 4  | -   | -   | -   | -   | -   | 3   |     |     |
| 12   | Jimmy Bryan         | Epperly          | 8       | -   | -    | -  | 8   | -   | -   | -   | -   | -   |     |     |
| 13   | Juan Manuel Fangio  | Maserati         | 7       | 4*  | -    | -  | -   | -   | 3   | -   | -   | -   |     |     |
| 14   | George Amick        | Epperly          | 6       | -   | -    | -  | 6   | -   | -   | -   | -   | -   |     |     |
| 15   | Johnny Boyd         | Kurtis Kraft     | 4       | -   | -    | -  | 4   | -   | -   | -   | -   | -   |     |     |
|      | Tony Bettenhausen   | Epperly          | 4       | -   | -    | -  | 4*  | -   | -   | -   | -   | -   |     |     |
| 17   | Jack Brabham        | Cooper           | 3       | -   | 3    | -  | -   | -   | -   | -   | -   | -   |     |     |
|      | Cliff Allison       | Lotus            | 3       | -   | -    | -  | -   | 3   | -   | -   | -   | -   |     |     |
| 19   | Jim Rathmann        | Epperly          | 2       | -   | -    | -  | 2   | -   | -   | -   | -   | -   |     |     |

| Pos. | Écurie        | Points  | ARG | MON | NL  | 500 | BEL | FRA | GBR | ALL | POR | ITA | MAR |
| ---- | ------------- | ------- | --- | --- | --- | --- | --- | --- | --- | --- | --- | --- | --- |
| 1    | Vanwall       | 41      | -   | -   | 8   | -   | 8   | 6   | 3   | 8   | 8   |     |     |
| 2    | Ferrari       | 40 (45) | 6   | 6   | (2) | -   | 6   | 8   | 8   | (3) | 6   |     |     |
| 3    | Cooper-Climax | 29      | 8   | 8   | 3   | -   | -   | -   | 4   | 6   | -   |     |     |
| 4    | BRM           | 15      | -   | 2   | 6   | -   | 2   | -   | 2   | -   | 3   |     |     |
| 5    | Maserati      | 6       | 3   | -   | -   | -   | -   | 3   | -   | -   | -   |     |     |
| 6    | Lotus-Climax  | 3       | -   | -   | -   | -   | 3   | -   | -   | -   | -   |     |     |

## À noter

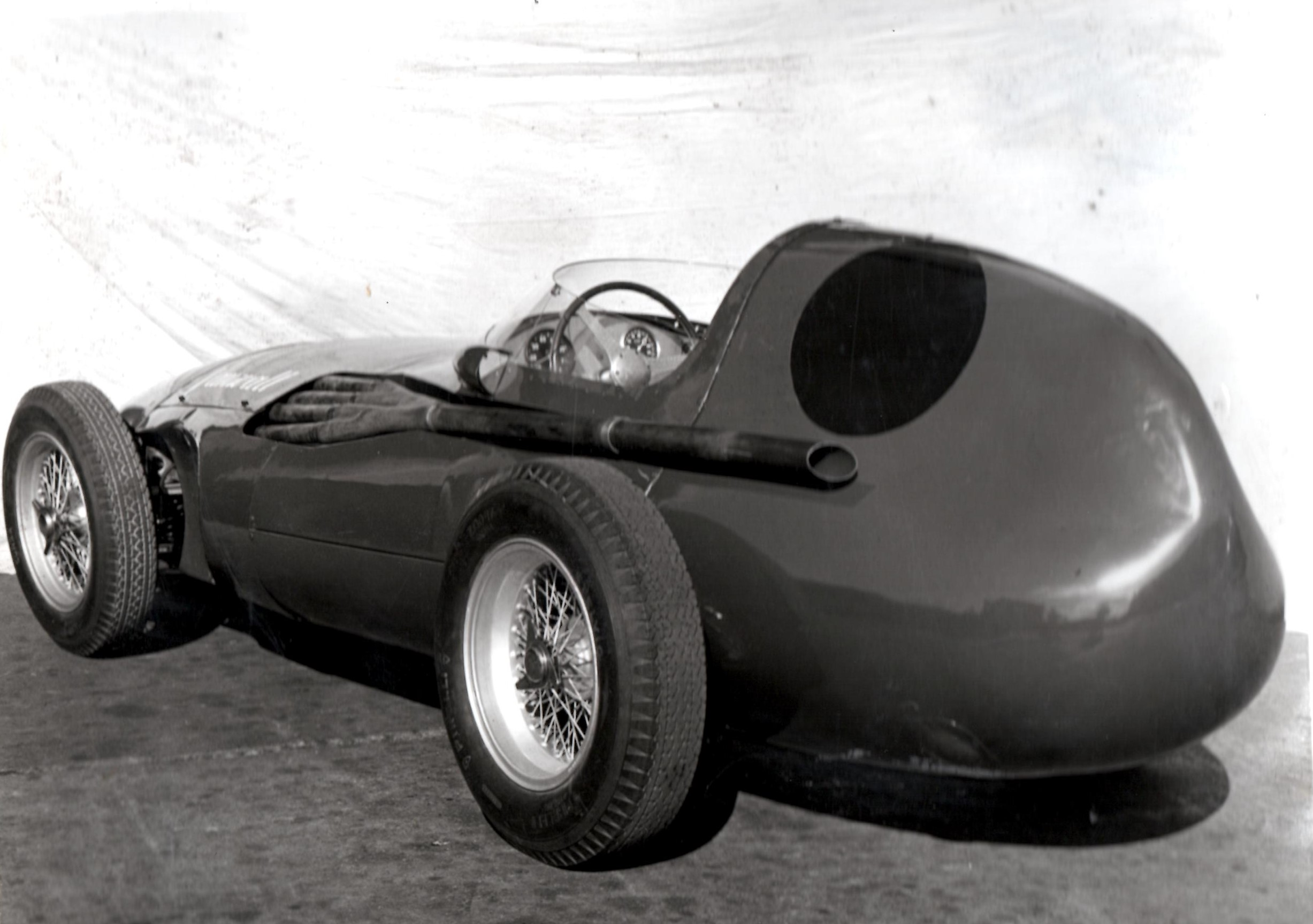
Quatrième victoire de la saison pour Vanwall grâce à un Stirling Moss intouchable sur le circuit de Porto.

- 9e victoire en championnat du monde pour Stirling Moss.
- 7e victoire en championnat du monde pour Vanwall en tant que constructeur.
- 7e victoire en championnat du monde pour Vanwall en tant que motoriste.
- La seconde place d'Hawthorn doit grandement au fair-play de son adversaire au championnat Stirling Moss puisque Hawthorn avait été tout d'abord déclassé par les commissaires avant que Moss ne témoigne en sa faveur et n'infléchisse le verdict.